# La Vampire nue
Pour plus de détails, voir Fiche technique et Distribution.
La Vampire nue est un film français de Jean Rollin, sorti en 1970.

## Synopsis
Pierre découvre que son père fait partie d'une secte qui pratique d'étranges expériences sur une jeune femme considérée comme vampire. Cette mystérieuse confrérie cherche en réalité à découvrir le secret de l'immortalité. Tombé amoureux d'elle, le jeune homme fait tout pour délivrer la jeune femme de ses tortionnaires.

## Fiche technique
- Réalisation : Jean Rollin
- Scénario : Jean Rollin • S. H. Mosti
- Photographie : Jean-Jacques Renon
- Montage : Michel Patient
- Musique : Yvon Gérault • François Tusques • Acanthus
- Direction artistique : Jio Berk
- Masques : Jacques Courtois
- Affiche originale : Philippe Druillet
- Photographe de plateau : Michel Maiofis
- Régisseur : Pierre Leblond
- Producteur : Jean Lavie
- Sociétés de production : Films A.B.C. - Tigon British Film Productions
- Société de distribution : Les Distributeurs associés
- Tirage et développement : Laboratoires L.T.C Saint-Cloud
- Auditorium : Avia Films
- Lieux de tournage : 
  - Paris
  - Rochefort-en-Yvelines (Château Porgès)
  - Hautot-sur-Mer (plage de Pourville-lès-Dieppe)
- Durée : 90 minutes
- Date de sortie : France, 1970

## Distribution
- Caroline Cartier : la femme vampire
- Olivier Rollin : Pierre Radamante
- Maurice Lemaître : Georges Radamante
- Ursule Pauly : Solange
- Ly Lestrong : Ly
- Bernard Musson : Voringe
- Jean Aron : Fredor
- Michel Delahaye : le grand Maître de la secte
- Catherine Castel : une servante de Georges
- Marie-Pierre Castel : une servante de Georges
- Paul Bisciglia : Butler, le majordome
- Pascal Fardoulis : Robert
- Nicole Isimat : le modèle de Robert
- Natalie Perrey : la vieille femme
- René-Jean Chauffard : le vieil homme
- Jacques Robiolles : un mutant
- Michèle Watrin